# Aranya sagrada
Aranya sagrada (persa: عنکبوت مقدس) és una pel·lícula de thriller policíac en persa del 2022 coproduïda, coescrita i dirigida per Ali Abbasi, protagonitzada per Mehdi Bajestani i Zar Amir Ebrahimi. Basada en la història real de Saeed Hanaei, un assassí en sèrie que va atacar prostitutes de carrer i va matar 16 dones entre el 2000 i el 2001 a la ciutat iraniana Mashhad, la pel·lícula representa una periodista de ficció que investiga el cas. S'ha doblat i subtitulat al català.
Es va seleccionar per competir per la Palma d'Or al Festival de Canes de 2022, on Ebrahimi va guanyar el premi a la millor actriu per la seva interpretació. El film també va ser escollida com a candidata danesa a la millor pel·lícula internacional als 95ns Premis Oscar, i va formar part de la llista final de desembre.